# Selcom Lemon II
Selcom Lemon II (Lemon II) је био професионални рачунар фирме Selcom који је почео да се производи у Италији од 1983. године.
Користио је MOS Technology 6502 као микропроцесор. RAM меморија рачунара је имала капацитет од 48 KB или 64 KB, зависно од модела (прошириво до 128 KB).
Као оперативни систем коришћен је CP/M са опционом Z80 картицом.

## Детаљни подаци
Детаљнији подаци о рачунару Lemon II су дати у табели испод.
|                       |                                                             |
| [ 1 ]                 |                                                             |
| Произвођач            |                                                             |
| Тип                   | професионални рачунар                                       |
| Меморија              | 48 или 64 KB, зависно од модела (прошириво до 128 KB)       |
| Поријекло             | Италија                                                     |
| Година                | 1983                                                        |
| Тастатура             | тастатура са пуним помаком тастера са нумеричком тастатуром |
| Процесор              |                                                             |
| Фреквенција процесора | 1                                                           |
| RAM                   | 48 или 64 KB, зависно од модела (прошириво до 128 KB)       |
| ROM                   | 12 (Extended Basic, монитор, дис-асемблер)                  |
| Текст                 | 40 x 24 (80 x24 са опционом 80 стубова картицом)            |
| Графика               | 280 x 192, 560 x 192                                        |
| Боја                  | 8 боја                                                      |
| Звук                  | да                                                          |
| Димензије             | непознато                                                   |
| Портови               |                                                             |
| Оперативни систем     | са опционом картицом                                        |